# Saint-Girons-en-Béarn
Saint-Girons-en-Béarn ist eine französische Gemeinde mit 179 Einwohnern (Stand 1. Januar 2022) im Département Pyrénées-Atlantiques in der Region Nouvelle-Aquitaine (vor 2016: Aquitanien). Die Gemeinde gehört zum Arrondissement Pau und zum Kanton Orthez et Terres des Gaves et du Sel (bis 2015: Kanton Orthez).
Der Name der Gemeinde ist zurückzuführen auf einen Märtyrer aus Aire-sur-l’Adour aus dem vierten Jahrhundert oder auf einen gleichnamigen Missionar, der im fünften Jahrhundert die nahe Chalosse evangelisierte.
Die Bewohner werden Gironsais und Gironsaises genannt.

## Geographie
Saint-Girons-en-Béarn liegt ca. 60 km nordwestlich von Pau in der historischen Provinz Béarn an der nördlichen Grenze zum benachbarten Département Landes.
Umgeben wird der Ort von den Nachbargemeinden:
|                  | Tilh (Landes)                               |            |
| Ossages (Landes) | Kompassrose, die auf Nachbargemeinden zeigt | Bonnut     |
|                  | Baigts-de-Béarn                             | Saint-Boès |

Saint-Girons-en-Béarn liegt im Einzugsgebiet des Flusses Adour.
Der Grand Arrigan, hier im Oberlauf nur Arrigon genannt, ist ein Nebenfluss des Luy und durchquert das Gebiet der Gemeinde ebenso wie der Ruisseau de Lataillade, ein Nebenfluss des Gave de Pau.

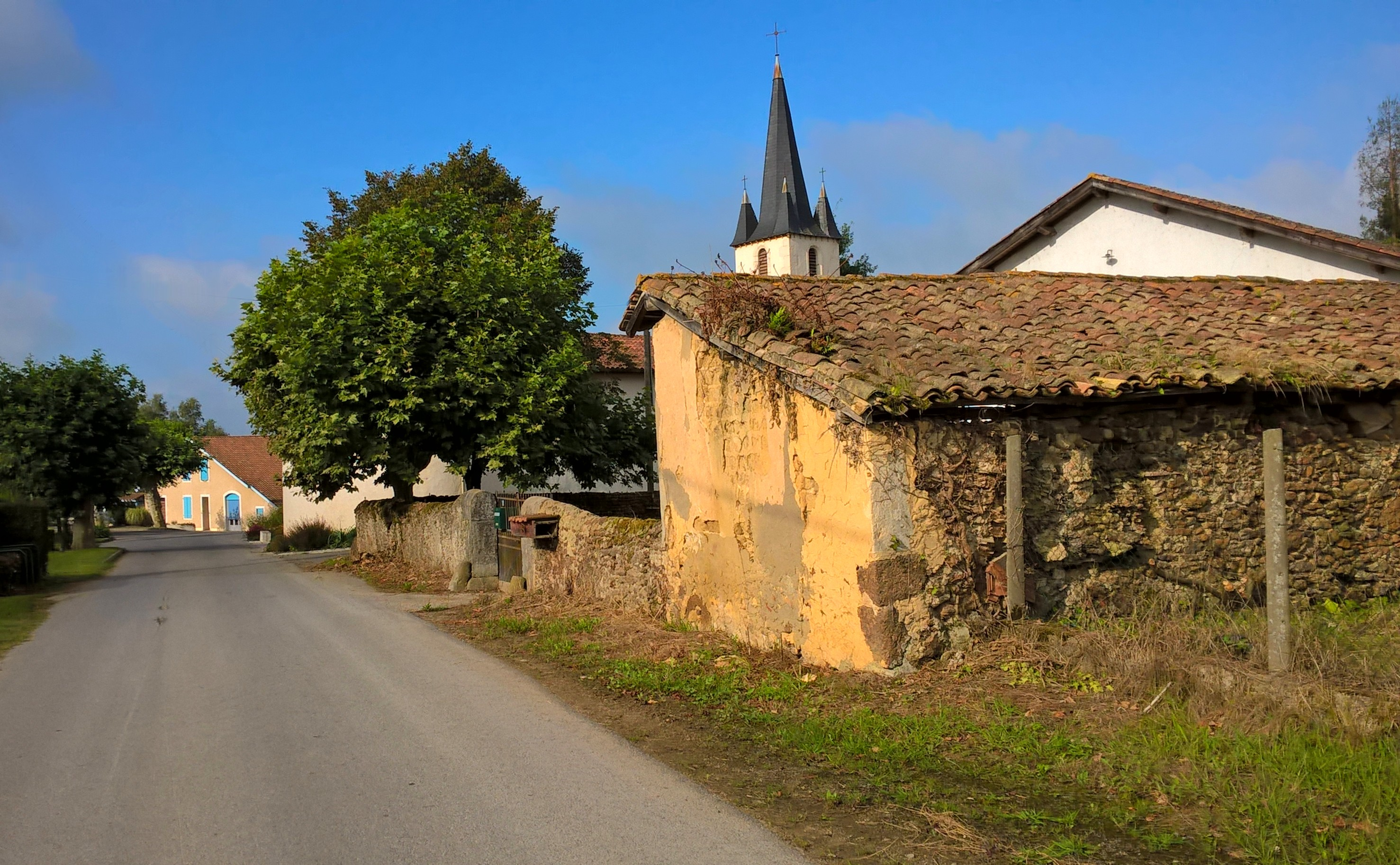
Zentrum von Saint-Girons-en-Béarn

## Geschichte
Eine Besiedelung in gallorömischer Zeit belegen Spuren einer kleinen Befestigungsanlage. Administrativ gehörte das Dorf im Mittelalter zur Bailliage von Lagor und Pardies. Bekannt wurde die Gemeinde durch ihre Heilbäder mit Wasser aus schwefel- und eisenhaltigen Quellen, die seit dem 19. Jahrhundert bis in die Zwanzigerjahre des 20. Jahrhunderts betrieben wurden.
Im Jahre 2006 wurde die Gemeinde, vormals Saint-Girons in Saint-Girons-en-Béarn umbenannt.
Toponyme und Erwähnungen von Saint-Girons-en-Béarn waren:
- Sanctus-Gerontius (1101, Kopialbuch des Bistums Lescar),
- Sent-Girons (1322, Kopialbuch von Orthez, genannt Martinet, Blatt 3),
- Sent-Gerontz (1404, Urkunden aus Herrère, heute ein Ortsteil von Orthez),
- Sanctz-Guyrontz und Saint-Guirons (1546 bzw. 1675, réformation de Béarn, Manuskriptsammlung des 16. bis 18. Jahrhunderts),
- Saint Girons (1750 und 1793, Karte von Cassini bzw. Notice Communale),
- Saint-Girons (1801, Bulletin des Lois) und
- Saint-Girons-en-Béarn (2006).[4][5][6]

### Einwohnerentwicklung
| Jahr      | 1962 | 1968 | 1975 | 1982 | 1990 | 1999 | 2006 | 2009 | 2022 |
| --------- | ---- | ---- | ---- | ---- | ---- | ---- | ---- | ---- | ---- |
| Einwohner | 166  | 153  | 155  | 164  | 151  | 132  | 152  | 159  | 179  |

## Sehenswürdigkeiten
- Pfarrkirche, geweiht dem Apostel Matthäus. Sie wurde in den Jahren 1821 und 1822 als Ersatz für eine frühere Kirche erbaut, die sich am Friedhof unterhalb des Zentrums befand. Die alte Kirche war im Mittelalter mit einem Laienkloster verbunden. 1888 wurde die heutige Kirche restauriert, in den 1920er Jahren wurde ein Vorbau über dem Eingang hinzugefügt. Das Langhaus birgt ein Kirchenschiff. An der Nordwestecke des Gebäudes erhebt sich ein kleiner Glockenturm mit einem mit Schiefer gedeckten, polygonalen Helm. An allen vier äußeren Ecken sind Dachreitern aufgesetzt, die wie kleine, pyramidenförmige Dachhelme aussehen und kleine Kreuze an ihren Spitzen besitzen.[9][10][11][12]

## Wirtschaft und Infrastruktur

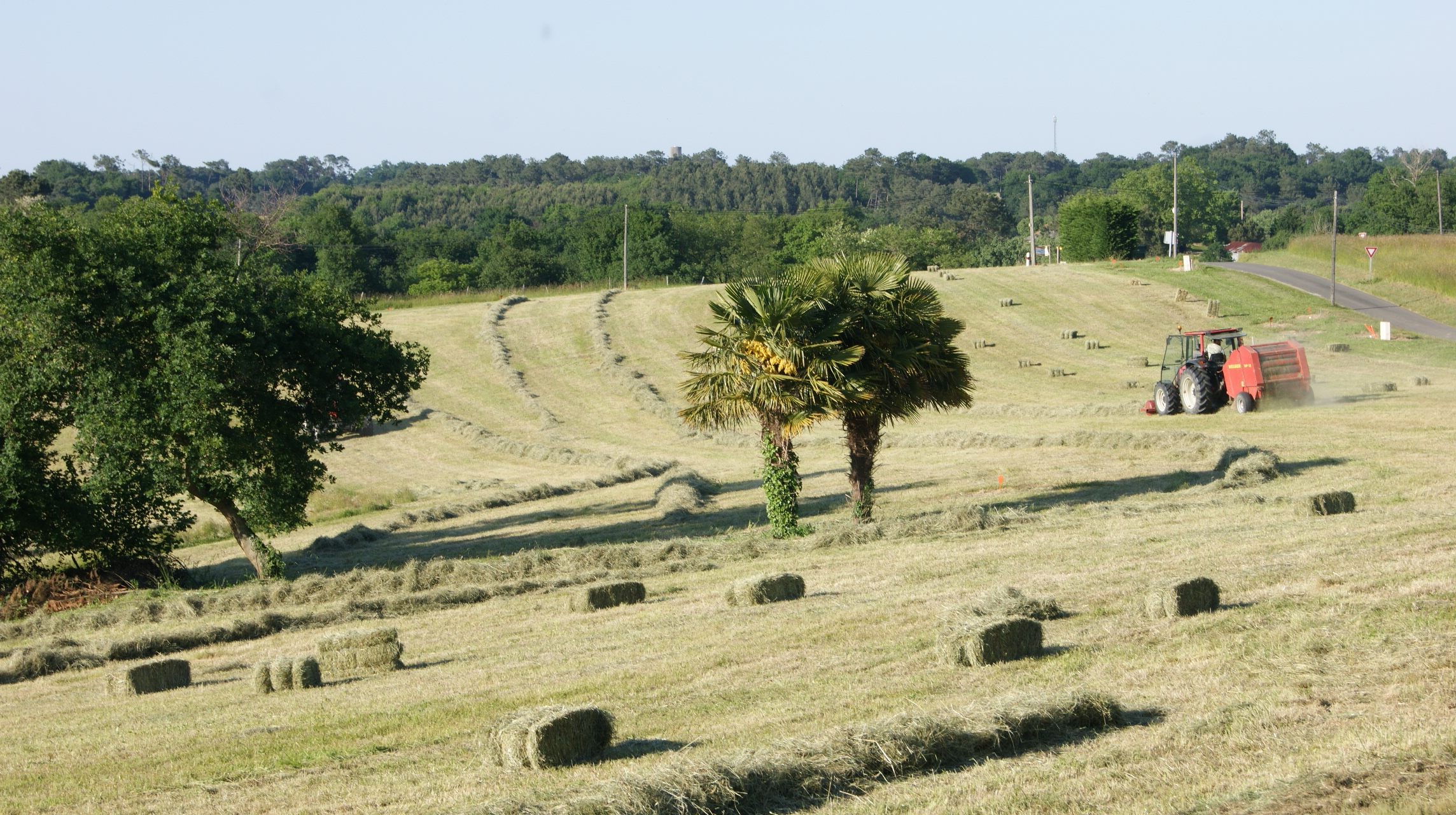
Feld in Saint-Girons-en-Béarn

Die Landwirtschaft ist der wichtigste Wirtschaftsfaktor der Gemeinde.

### Verkehr
Saint-Girons-en-Béarn ist erreichbar über die Routes départementales 715 (Landes 463), 915 (Landes 370) und 947 (ehemalige Route nationale 647).